# グロリアシンガーズ
グロリヤシンガーズは日本の福音派教会新城教会で、1970年に生まれたゴスペルグループである。小坂忠と出会って、ミクタムレコードに加わった。人材とノウハウは全日本リバイバル・ミッションのコンテンポラリー・ワーシップ・ミュージックのZawamekiに引き継がれている。

## メンバー
- 滝元順（リーダー、ギター、ボーカル）
- 滝元望（ギター、ボーカル）
- 見城悟（キーボード、ボーカル）
- 滝元開（ベース、ボーカル）
- 山下武彦（ドラム）

## 作品
- 『喜びの日々』シャローム
- 『ひとつの道』ミクタム
- 『我ら再び』ミクタム
- 『ワンダフル・グローリー』